# Pound (Virginie)
Pour les articles homonymes, voir Pound.
Pound est une municipalité américaine située dans le comté de Wise en Virginie.
Selon le recensement de 2020, Pound compte 877 habitants. La municipalité s'étend sur 2,58 milles carrés (6,68 km2).
La localité est d'abord connue sous le nom de The Pound, probablement en référence à un nom de famille. Selon d'autres versions, ce nom ferait référence aux « frappements » (pounding) des sabots des chevaux dans la vallée ou à un moulin qui « réduit en poudre » (pound) les grains. Si le bureau de poste de Pound ouvre dès 1848, le bourg ne devient une municipalité qu'en 1950.